# 鬼頭茉衣
鬼頭 茉衣（きとう まい、1997年3月14日 - ）は、日本の女子アマチュアボクシング選手。愛知県みよし市出身。豊明高校、東海学園大学卒業。中京大学大学院修了。

## 来歴
高校まではバスケットボール部所属で、大学1年でボクシングを始めた。2年で全日本選手権初優勝。
2019年からは三好高校の豊田大コーチ指導の下、全日本選手権ウェルター級では決勝で菊池真琴を降して優勝し、2020年東京オリンピックアジア・オセアニア予選会日本代表に選出される。
2020年3月に行われたアジア・オセアニア予選会では1回戦でウズベキスタンの選手に1-4の判定で敗れた。世界最終予選会に懸けたが、コロナ禍のため中止になった上、ランキングにより出場選手決定の方針となったため、東京オリンピックへの道を絶たれてしまった。
2021年全日本選手権はライトウェルター級で優勝。
2022年は世界選手権に63kg級で出場するが、1回戦でアルゼンチンの選手に2-3で敗退。アジア選手権にも出場し決勝まで進むが、世界選手権銅メダリストであるインドのパルビーン・ホッダに0-5で敗れ銀メダル。
2023年1月15日、世界選手権日本代表を選考するボックスオフで全日本選手権チャンピオンの高橋美波に5-0で勝利し、世界選手権代表を決めた。世界選手権ではベスト8でまたしてもメダルに届かなかった。
2023年9月25日、2024年パリオリンピックの代表選考を兼ねた杭州アジア大会に66kg級で出場するが、1回戦で韓国の選手に敗れオリンピック出場権を獲得できなかった。
2024年3月8日、パリ五輪世界1次予選の66kg級に出場したが、初戦となった2回戦でイタリアの選手に敗れ、今大会での五輪出場権獲得を逃した。
2024年6月1日、パリ五輪世界最終予選の66kg級に出場したが、3回戦でコンゴの選手に敗れオリンピック出場権を獲得できなかったため、オリンピック出場が消滅した。